# Премія БАФТА за найкращий фільм

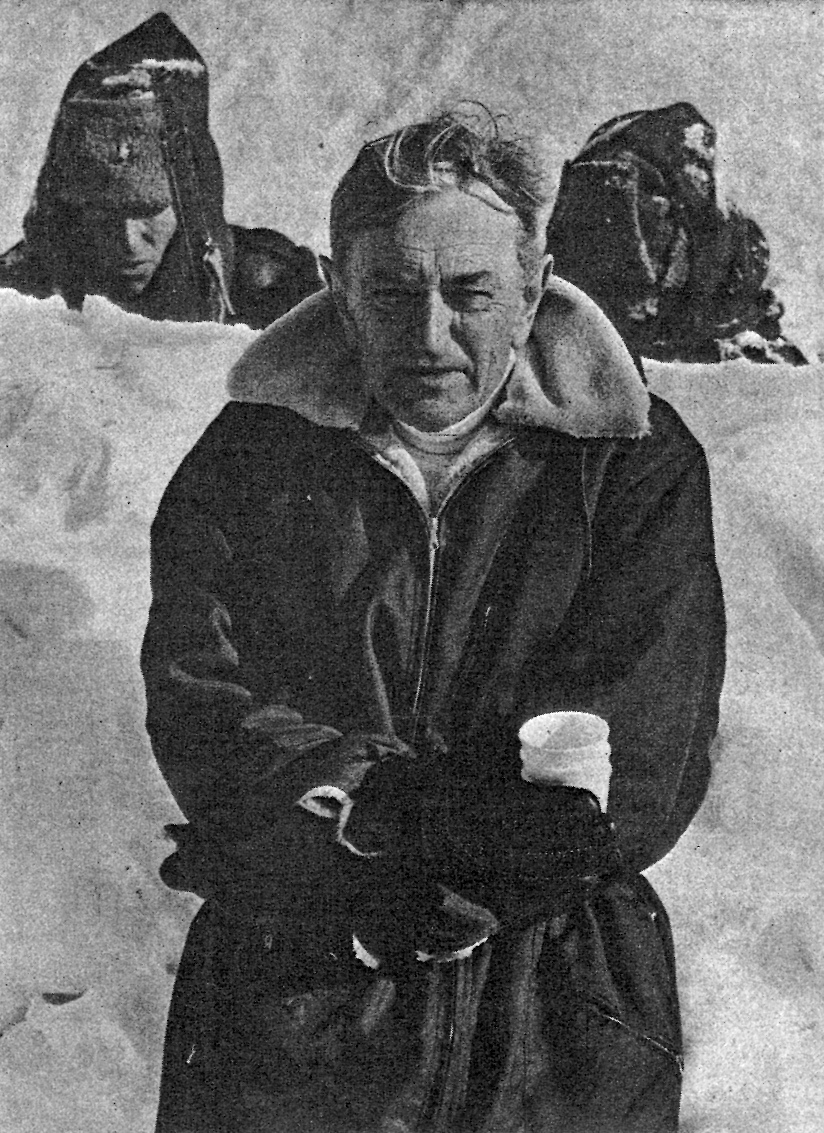
Девід Лін — перший триразовий володар премії БАФТА серед режисерів

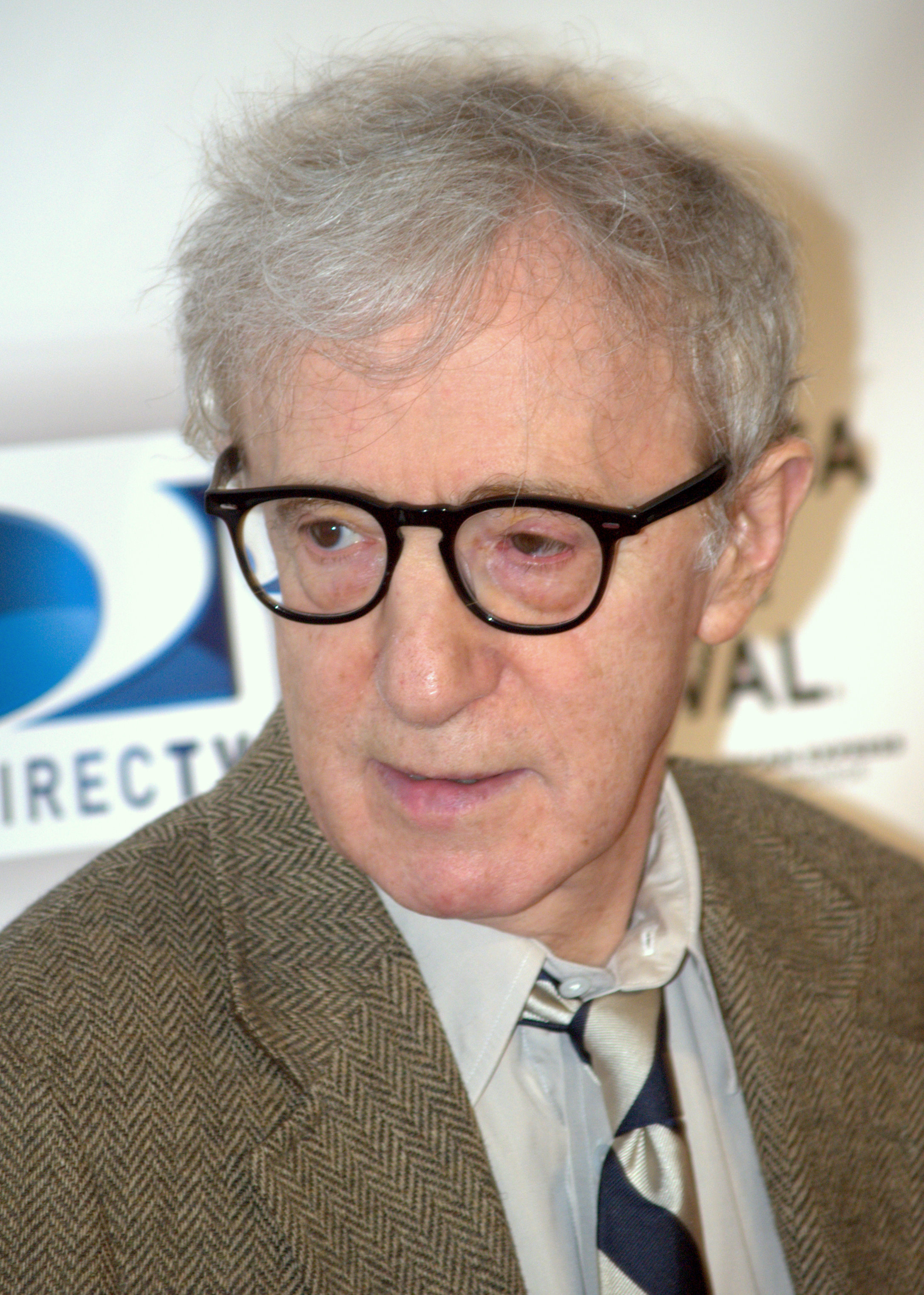
Вуді Аллен — один з рекордсменів за кількістю нагород (три нагороди)

Премія БАФТА за найкращий фільм — щорічна нагорода, що вручається Британською академією телебачення і кіномистецтва з 1949 року за досягнення у кінематографі.
Рекордсменами серед режисерів за кількістю отриманих нагород є Вуді Аллен, Девід Лін та Мартін Скорсезе — усі троє мають по три перемоги. У 27 випадках фільм, який визнавався найкращим Британською кіноакадемією, отримував також Оскара за найкращий фільм.

## Розвиток нагороди

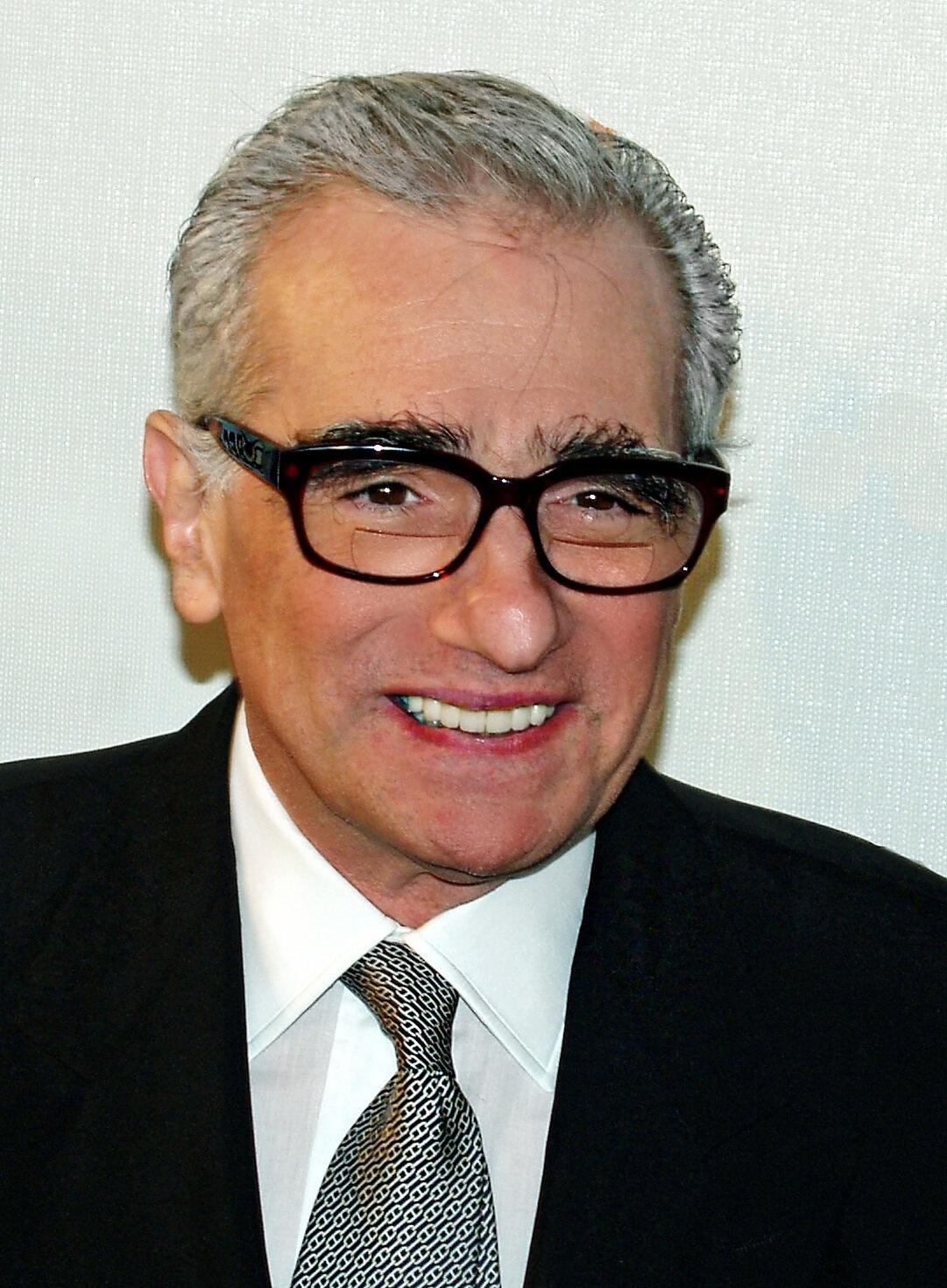
Мартін Скорсезе також отримав три нагороди

Категорії, у яких вручаються нагороди за найкращий фільм, з часу впровадження у 1948 році часто зазнавали змін. Так, у період 1948–1968 років нагорода вручалася у двох категоріях: Найкращий британський фільм та Найкращий фільм з будь-якої країни (у якій могли номінуватися також і іноземні фільми). Британські фільми могли номінуватися в обох категоріях. У 1969 році категорії були об'єднані в єдину Найкращий фільм.
У 1985 році БАФТА почала розділяти англомовні фільми та неангломовні фільми, створивши окрему категорію Найкращий іноземний фільм. У 1988 році її назва була змінена на Найкращий неангломовний фільм. Як і раніше, для фільмів іноземними мовами було можливо номінуватися у категорії «Найкращий фільм», втім станом на 2013 рік жоден фільм не переміг в обох категоріях: іноземні фільми, які вигравали у номінації «Найкращий фільм», програвали у номінації «Найкращий неангломовний фільм».
У 1993 році була відновлена нагорода найкращому британському фільму, яка до 2009 року включно називалася Нагорода Александра Корди за Найкращий британський фільм на честь видатного британського режисера. З 2010 року ця премія називається Премія БАФТА за видатний британський фільм.
Одного разу сталася нічия: у 1962 році нагороду за Найкращий фільм поділили Балада про солдата та Більярдист.
До 1981 року нагороду вручали тільки режисерові. У 1981–1985 роках її вручали тільки продюсерові, а з 1986 року нагороду отримують і режисер, і продюсер.
Станом на 71 церемонію вручення, яка відбулася 18 лютого 2018 року, нагородження найкращих фільмів відбувається у трьох номінаціях: Найкращий британський фільм, Найкращий неангломовний фільм та власне Найкращий фільм. 
У наведеному списку фільми на темно-сірому фоні, назви яких виділено жирним, є переможцями, а інші фільми — лауреатами премії. Переможець також зазначений першим у списку. У таблиці зазначено рік проведення церемонії, а не рік виходу фільмів.

## 1940-ві
| Фільм                      | Режисер(и)          | Продюсер(и)                   | Країна          |
| -------------------------- | ------------------- | ----------------------------- | --------------- |
| 1947 1-ша церемонія        |                     |                               |                 |
| Найкращі роки нашого життя | Вільям Вайлер       | Семюель Голдвін               | США             |
| 1948 2-га церемонія        |                     |                               |                 |
| Гамлет                     | Лоуренс Олів'є      | Лоуренс Олів'є                | Велика Британія |
| Перехресний вогонь         | Едвард Дмитрик      | Едріан Скотт                  | США             |
| Повалений ідол             | Керол Рід           | Керол Рід                     | Велика Британія |
| Мосьє Вінсент              | Моріс Клош          | Жорж де Ля Грандьє            | Франція         |
| Оголене місто              | Жуль Дассен         | Марк Геллінґер                | США             |
| Пайза                      | Роберто Росселліні  | Род Ґейґер Роберто Росселліні | Італія          |
| Чотири кроки в хмарах      | Алессандро Блазетті | Джузеппе Амато                | Італія          |
| 1949 3-тя церемонія        |                     |                               |                 |
| Викрадачі велосипедів      | Вітторіо Де Сіка    | Джузеппе Амато                | Італія          |
| Балада про Берлін          | Роберт Штеммле      | Альф Тейкс                    | Німеччина       |
| Останній етап              | Ванда Якубовська    |                               | Польща          |
| Налаштування               | Роберт Вайз         | Річард Ґолдстоун              | США             |
| Третя людина               | Керол Рід           | Керол Рід                     | Британія        |
| Скарби Сьєрра-Мадре        | Джон Г'юстон        | Генрі Бленк                   | США             |
| Вікно                      | Тед Тетцлаф         | Фредерік Ульман молодший      | США             |

## 1950-ті
| Фільм                                 | Режисер(и)                             | Продюсер(и)                                  | Країна          |
| ------------------------------------- | -------------------------------------- | -------------------------------------------- | --------------- |
| 1950 4-та церемонія                   |                                        |                                              |                 |
| Все про Єву                           | Джозеф Манкевич                        | Дерріл Занук                                 | США             |
| Асфальтові джуглі                     | Джон Г'юстон                           | Артур Горнблоу                               | США             |
| Краса диявола                         | Рене Клер                              | Сальво Д'Анжело                              | Франція         |
| Осквернитель праху                    | Кларенс Браун                          | Кларенс Браун                                | США             |
| Чоловіки                              | Фред Циннеманн                         | Стенлі Крамер                                | США             |
| Звільнення у місто                    | Стенлі Донен Джин Келлі                | Артур Фрід                                   | США             |
| Орфей                                 | Жан Кокто                              | Андре Пулве                                  | Франція         |
| 1951 5-та церемонія                   |                                        |                                              |                 |
| Карусель                              | Макс Офюльс                            | Ральф Баум Саша Гордін                       | Франція         |
| Американець у Парижі                  | Вінсент Міннеллі                       | Артур Фрід                                   | США             |
| Версія Браунінга                      | Ентоні Асквіт                          | Тедді Бейрд                                  | Британія        |
| Детективна історія                    | Вільям Вайлер                          | Вільям Вайлер                                | США             |
| Серпнева неділя                       | Лучіано Еммер                          | Серджіо Амідеі                               | Італія          |
| Чотирнадцята година                   | Генрі Гетевей                          | Сол Сіґел                                    | США             |
| Фрекен Юлія                           | Альф Шеберґ                            | Руне Валдекранц                              | Швеція          |
| Банда з Лавандер Гілл                 | Чарльз Крічтон                         | Майкл Белкон                                 | Британія        |
| Чарівна коробка (1951)                | Джон Болтінг                           | Рональд Нім                                  | Британія        |
| Чарівний сад                          |                                        |                                              | Британія        |
| Чоловік у білому костюмі              | Александер Маккендрик                  | Майкл Белкон                                 | Британія        |
| Не місце для відпочинку               | Пол Рота                               | Колін Леслі                                  | Британія        |
| Червоний знак доблесті                | Джон Г'юстон                           | Ґоттфрід Райнхардт                           | США             |
| Маленьке диво                         | Моріс Клоше Ральф Смарт                | Ентоні Гейвлок-Аллан                         | Британія        |
| Звук люті                             | Кирил Ендфілд                          | Роберт Стіллман                              | США             |
| Прогулянка під сонцем                 | Льюїс Майлстоун                        | Льюїс Майлстоун                              | США             |
| Білі коридори                         | Пет Джексон                            | Джон Кройдон Джозеф Джанні                   | Британія        |
| Едвард і Кароліна                     | Жак Беккер                             |                                              | Франція         |
| 1952 6-та церемонія                   |                                        |                                              |                 |
| Звуковий бар'єр                       | Девід Лін                              | Девід Лін                                    | Британія        |
| Африканська королева                  | Джон Г'юстон                           | Сем Шпіґель                                  | США             |
| І де твої янголи зараз?               | Джордж Мор О'Феррал                    | Джон Ґоссейдж Дерек Твіст                    | Британія        |
| Кумесено                              | Шон Ґрехем                             |                                              | Австралія       |
| Керрі                                 | Вільям Вайлер                          | Вільям Вайлер                                | США             |
| Золота каска                          | Жак Беккер                             | Реймонд Хакім Роберт Хакім                   | Франція         |
| Плач, улюблена країно                 | Золтан Корда                           | Золтан Корда Алан Патон                      | Британія        |
| Смерть комівояжера                    | Ласло Бенедек                          | Стенлі Крамер                                | США             |
| Вогні рампи                           | Чарлі Чаплін                           | Чарлі Чаплін                                 | США             |
| Менді                                 | Александер Маккендрик Фред Сірс        | Майкл Белкон Леслі Норман                    | Британія        |
| Диво в Мілані                         | Вітторіо Де Сіка                       | Вітторіо Де Сіка                             | Італія          |
| Забуті                                | Луїс Бунюель                           | Оскар Дансінґерс Серхіо Коган Джеймі Менаске | Мексика         |
| Вигнані з острова                     | Керол Рід                              | Керол Рід                                    | Британія        |
| Рашьомон                              | Куросава Акіра                         | Мінору Джинго                                | Японія          |
| Річка                                 | Жан Ренуар                             | Кеннет МакЕлдауні Жан Ренуар                 | Британія        |
| Співаючи під дощем                    | Стенлі Донен Джин Келлі                | Артур Фрід                                   | США             |
| Трамвай «Бажання»                     | Еліа Казан                             | Чарльз Фельдман                              | США             |
| Віва Сапата!                          | Еліа Казан                             | Дерріл Занук                                 | США             |
| 1953 7-ма церемонія                   |                                        |                                              |                 |
| Заборонені ігри                       | Рене Клеман                            | Роберт Дорфманн                              | Франція         |
| Злі й гарні                           | Вінсент Мінеллі                        | Джон Хаусман                                 | США             |
| Повернись, малий Сава                 | Деніел Манн                            | Гал Волліс                                   | США             |
| Жорстоке море                         | Чарльз Френд                           | Леслі Норман                                 | Велика Британія |
| Два гроші надії                       | Ренато Кастеллані                      | Сандро Ґензі                                 | Італія          |
| Відтепер і на віки віків              | Фред Циннеманн                         | Майло Адлер-Ґілліс                           | США             |
| Женев'єва                             | Генрі Корнеліус                        | Генрі Корнеліус                              | Велика Британія |
| Суть справи                           | Джордж О'Ферралл                       | Єн Далримпл                                  | Велика Британія |
| Юлій Цезар                            | Джозеф Манкевич                        | Джон Хаусман                                 | США             |
| Малі викрадачі                        | Філіпп Лікок                           | Сергій Нолбандов Леслі Паркин                | Велика Британія |
| Лілі                                  | Чарльз Волтерс                         | Едвін Нопф                                   | США             |
| Медіум                                | Джанкарло Менотті                      | Волтер Ловендол                              | Італія          |
| Могамбо                               | Джон Форд                              | Сем Цимбаліст                                | США             |
| Мулен Руж                             | Джон Г'юстон                           | Брати Вульф                                  | Велика Британія |
| Ми всі вбивці                         | Андре Каятт                            | Франсуа Каррон                               | Франція         |
| Дон Камілло                           | Жульєн Дювів'є                         | Джузеппе Амато                               | Франція/Італія  |
| Римські канікули                      | Вільям Вайлер                          | Вільям Вайлер                                | США             |
| Шейн                                  | Джордж Стівенс                         | Джордж Стівенс                               | США             |
| Сонце світить яскраво                 | Джон Форд                              | Меріан Купер Джон Форд                       | США             |
| 1954 8-ма церемонія                   |                                        |                                              |                 |
| Плата за страх                        | Анрі-Жорж Клузо                        | Раймон Бордері                               | Франція         |
| Заколот на «Кейні»                    | Едвард Дмитрик                         | Стенлі Крамер                                | США             |
| Керрінґтон                            | Ентоні Асквіт                          | Тедді Берд                                   | Велика Британія |
| Розділене серце                       | Чарльз Крічтон                         | Майкл Труман                                 | Велика Британія |
| Лікар у домі                          | Ральф Томас                            | Бетті Бокс                                   | Велика Британія |
| Адміністративна влада                 | Роберт Вайз                            | Джон Хаусман                                 | США             |
| На краще, на гірше                    | Джей Лі Томпсон                        | Кеннет Гарпер                                | Велика Британія |
| Вибір Гобсона                         | Девід Лін                              | Девід Лін                                    | Велика Британія |
| Як вийти заміж за мільйонера          | Жан Негулеско                          | Наннеллі Джонсон                             | США             |
| Брама пекла                           | Тейноске Кінугаса                      | Масаїті Наґата                               | Японія          |
| Меггі                                 | Александер Маккендрик                  | Майкл Труман                                 | Велика Британія |
| Блакитний місяць                      | Отто Премінґер                         | Отто Премінґер                               | США             |
| У порту                               | Еліа Казан                             | Сем Шпігель                                  | США             |
| Хліб, любов і фантазія                | Луїджі Коменчіні                       | Марчелло Джирозі                             | Італія          |
| Пурпуровий літак                      | Роберт Перріш                          | Джон Браян                                   | Велика Британія |
| Вікно у двір                          | Альфред Гічкок                         | Альфред Гічкок                               | США             |
| Бунт у тюремному блоці 11             | Дон Сігел                              | Волтер Венгер                                | США             |
| Робінзон Крузо                        | Луїс Бунюель                           | Оскар Дансіґерс Генрі Ерліх                  | Мексика         |
| Ромео і Джульєтта                     | Ренато Кастеллані                      | Сандро Ґензі Джозеф Джанні                   | Велика Британія |
| Сім наречених для семи братів         | Стенлі Донен                           | Джек Каммінгз                                | США             |
| 1955 9-та церемонія                   |                                        |                                              |                 |
| Річард III                            | Лоуренс Олів'є                         | Лоуренс Олів'є                               | Велика Британія |
| Поганий день у Блек Рок               | Джон Стерджес                          | Дор Шері                                     | США             |
| Кармен Джонс                          | Отто Премінґер                         | Отто Премінґер                               | США             |
| Колдітц                               | Гай Гамільтон                          | Іван Фоксвел                                 | Велика Британія |
| Руйнівники гребель                    | Майкл Андерсон                         |                                              | Велика Британія |
| На схід від раю                       | Еліа Казан                             | Еліа Казан                                   | США             |
| Вколошкати стареньку                  | Александер Маккендрик                  | Сет Голт Майкл Балкон                        | Велика Британія |
| Марті                                 | Делберт Манн                           | Гарольд Гехт                                 | США             |
| Рейс мого життя                       | Леслі Норма                            | Майкл Балкон                                 | Велика Британія |
| В'язень                               | Пітер Ґленвіл                          | Вівіан Кокс                                  | Велика Британія |
| Сім самураїв                          | Акіра Куросава                         | Содзіро Мотокі                               | Японія          |
| Сімба                                 | Браян Герст                            | Пітер де Саріньї                             | Велика Британія |
| Дорога                                | Федеріко Фелліні                       | Діно Де Лаурентіс Карло Понті                | Італія          |
| Літо                                  | Девід Лін                              | Ілля Лоперт                                  | Італія/США      |
| 1956 10-та церемонія                  |                                        |                                              |                 |
| Жервеза                               | Рене Клеман                            | Агнес Делаї                                  | Франція         |
| Друзі на все життя                    | Франко Россі                           | Карло Чіваллеро                              | Італія          |
| Лялечка                               | Еліа Казан                             | Еліа Казан Теннессі Вільямс                  | США             |
| Битва біля Ла-Плати                   | Майкл Лейтам Пауелл Емерик Прессбургер | Майкл Лейтам Пауелл Емерик Прессбургер       | Велика Британія |
| Розжалуваний                          | Лео Джоаннон                           | Алан Пуаре Роже Рібаду-Дюма                  | Франція         |
| Хлопці та лялечки                     | Джозеф Манкевич                        | Семюел Голдвін                               | США             |
| Вбивство                              | Стенлі Кубрик                          | Джеймс Гарріс                                | США             |
| Людина, якої не було                  | Рональд Нім                            | Андре Хакім                                  | Велика Британія |
| Людина із золотою рукою               | Отто Премінґер                         | Отто Премінґер                               | США             |
| Пікнік                                | Джошуа Логан                           | Фред Кольмар                                 | США             |
| Стрибуха                              | Самсон Самсонов                        |                                              | СРСР            |
| Досягнути небес                       | Льюїс Гілберт                          | Деніел Енджел                                | Велика Британія |
| Бунтівник без ідеалу                  | Ніколас Рей                            | Девід Вайсбарт                               | США             |
| Тінь                                  | Єжи Кавалерович                        |                                              | Польща          |
| Усмішки літньої ночі                  | Інгмар Бергман                         | Аллан Екелунд                                | Швеція          |
| Моє життя починається в Малайзії      | Джек Лі                                | Джозеф Джанні                                | Велика Британія |
| Неприємності з Гаррі                  | Альфред Гічкок                         | Альфред Гічкок                               | США             |
| Війна і мир                           | Кінг Відор                             | Діно Де Лаурентіс                            | Італія/США      |
| Дорога в ніч                          | Джей Лі Томпсон                        | Кеннет Гарпер                                | Велика Британія |
| 1957 11-та церемонія                  |                                        |                                              |                 |
| Міст через річку Квай                 | Девід Лін                              | Сем Шпігель                                  | Велика Британія |
| 12 розгніваних чоловіків              | Сідні Люмет                            | Генрі Фонда Реджинальд Роуз                  | США             |
| Потяг на Юму                          | Делмер Дейвс                           | Девід Гайлвайл                               | США             |
| Парубоча вечірка                      | Делберт Манн                           | Гарольд Гехт                                 | США             |
| Він має померти                       | Жуль Дассен                            | Генрі Берар                                  | Італія/Франція  |
| На околиці міста                      | Мартін Рітт                            | Девід Сасскінд                               | США             |
| Хіба що небеса знають, містер Еллісон | Джон Г'юстон                           | Бадді Адлер Юджин Френк                      | США             |
| Пісня дороги                          | Сатьяджит Рай                          | Уряд Західного Бенгалу                       | Індія           |
| Шляхи слави                           | Стенлі Кубрик                          | Кірк Дуглас Джеймс Гарріс Стенлі Кубрик      | США             |
| Порт-де-Ліля                          | Рене Клер                              | Рене Клер                                    | Франція/Італія  |
| Принц і танцівниця                    | Лоуренс Олів'є                         | Лоуренс Олів'є                               | Велика Британія |
| Ширалі                                | Леслі Норман                           | Майкл Балкон Джек Рікс                       | Велика Британія |
| Оце так ніч!                          | Джон Ньюленд                           | Гаймен Браун                                 | США             |
| Бляшана зірка                         | Ентоні Манн                            | Вільям Перлберг Джордж Сітон                 | США             |
| Смертник утік                         | Роберт Брессон                         | Алан Пуаре Жан Тьюльє                        | Франція         |
| Шлях Віндома                          | Рональд Нім                            | Джон Браян                                   | Велика Британія |
| 1958 12-та церемонія                  |                                        |                                              |                 |
| Кімната нагорі                        | Джек Клейтон                           | Брати Вульф                                  | Велика Британія |
| Нескорений                            | Сатьяджит Рай                          | Сатьяджит Рай                                | Індія           |
| Кішка на розпеченому даху             | Річард Брукс                           | Лоуренс Вайнгартен                           | США             |
| Зухвальці                             | Стенлі Крамер                          | Стенлі Крамер                                | США             |
| Мороз в Александрії                   | Джей Лі Томпсон                        | В.А. Віттакер                                | Велика Британія |
| Роздратований                         | Стенлі Донен                           | Стенлі Донен                                 | Велика Британія |
| Летять журавлі                        | Михайло Калатозішвілі                  | Михайло Калатозішвілі                        | СРСР            |
| Без первинного внеску                 | Мартін Рітт                            | Джеррі Волд                                  | США             |
| Ночі Кабірії                          | Федеріко Фелліні                       | Діно Де Лаурентіс                            | Італія          |
| Наказано вбити                        | Ентоні Асквіт                          | Ентоні Гейвлок-Аллан                         | Велика Британія |
| Море піску                            | Гай Грін                               | Роберт Бейкер Монті Берман                   | Велика Британія |
| Вівчар                                | Джордж Маршал                          | Едмунд Грейнджер                             | США             |
| Сунична галявина                      | Інгмар Бергман                         | Аллан Екелунд                                | Швеція          |
| Молоді леви                           | Едвард Дмитрик                         | Ел Ліхтман                                   | США             |
| 1959 13-та церемонія                  |                                        |                                              |                 |
| Бен-Гур                               | Вільям Вайлер                          | Сем Цимбаліст                                | США             |
| Анатомія вбивства                     | Отто Премінґер                         | Отто Премінґер                               | США             |
| Обличчя                               | Інгмар Бергман                         |                                              | Швеція          |
| Велика країна                         | Вільям Вайлер                          | Грегорі Пек Вільям Вайлер                    | США             |
| Насилля                               | Річард Фляйшер                         | Річард Занук                                 | США             |
| Жіжі                                  | Вінсенте Мінеллі                       | Артур Фрід                                   | США             |
| Озирнись у гніві                      | Тоні Річардсон                         | Гаррі Залтьцман                              | Велика Британія |
| Мегре встановлює пастку               | Жан Делануа                            | Жан-Поль Жібер                               | Франція         |
| Північно-західний кордон              | Джей Лі Томпсон                        | Марсель Гелман                               | Велика Британія |
| Історія монашки                       | Фред Циннеманн                         | Генрі Бланк                                  | США             |
| Попіл і діамант                       | Анджей Вайда                           |                                              | Польща          |
| Сапфір                                | Безіл Дерден                           | Майкл Рельф                                  | Велика Британія |
| У джазі тільки дівчата                | Біллі Вайлдер                          | Біллі Вайлдер                                | США             |
| Затока Тигра                          | Джей Лі Томпсон                        | Джон Гокенсворт Леслі Паркін Джуліан Вінтл   | Велика Британія |
| Вчорашній ворог                       | Вел Гест                               | Майкл Каррерас                               | Велика Британія |

## 1960-ті
| Фільм                                                             | Режисер                    | Продюсер                                                                    | Країна                       |
| ----------------------------------------------------------------- | -------------------------- | --------------------------------------------------------------------------- | ---------------------------- |
| 1960 14-та церемонія                                              |                            |                                                                             |                              |
| Квартира                                                          | Біллі Вайлдер              | Біллі Вайлдер                                                               | США                          |
| Зловісна тиша                                                     | Гай Грін                   | Річард Аттенборо Браян Форбс                                                | Велика Британія              |
| Пригода                                                           | Мікеланджело Антоніоні     | Чіно дель Дука Реймонд Гакім Роберт Гакім Амато Пеннасіліко Лучіано Перуджа | Італія/Франція               |
| Солодке життя                                                     | Федеріко Фелліні           | Джузеппе Амато Ангело Ріцолі                                                | Італія/Франція               |
| Елмер Гантрі                                                      | Річард Брукс               | Бернард Сміт                                                                | США                          |
| Хіросіма, кохання моє                                             | Ален Рене                  | Анатоль Дауман Самі Галфон                                                  | Франція/Японія               |
| Пожнеш бурю                                                       | Стенлі Крамер              | Стенлі Крамер                                                               | США                          |
| Кохаймося                                                         | Джордж Кьюкор              | Джеррі Волд                                                                 | США                          |
| Чорний Орфей                                                      | Марсель Камю               | Саша Гордін                                                                 | Франція/Італія/Бразилія      |
| Ніколи в неділю                                                   | Жуль Дассен                |                                                                             | Греція                       |
| Чотириста ударів                                                  | Франсуа Трюффо             |                                                                             | Франція                      |
| У суботу ввечері, в неділю вранці                                 | Карел Райш                 | Тоні Річардсон                                                              | Велика Британія              |
| Тіні                                                              | Джон Кассаветіс            | Моріс МакЕндрі                                                              | США                          |
| Спартак                                                           | Стенлі Кубрик              | Едвард Льюїс                                                                | США                          |
| Заповіт Орфея                                                     | Жан Кокто                  | Жан Тьюльє                                                                  | Франція                      |
| Чоловік із зеленою гвоздикою                                      | Кен Г'юз                   | Ірвінг Аллен Альберт Брокколі Гарольд Гат                                   | Велика Британія              |
| Звуки слави                                                       | Рональд Нім                | Колін Леслі                                                                 | Велика Британія              |
| 1961 15-та церемонія                                              |                            |                                                                             |                              |
| Балада про солдата                                                | Григорій Чухрай            | М. Чернова                                                                  | СРСР                         |
| Більярдист                                                        | Роберт Россен              | Роберт Россен                                                               | США                          |
| Світ Апу                                                          | Сатьяджит Рай              | Сатьяджит Рай                                                               | Індія                        |
| Безневинні                                                        | Джек Клейтон               | Джек Клейтон                                                                | Велика Британія              |
| Нюрнберзький процес                                               | Стенлі Крамер              | Стенлі Крамер                                                               | США                          |
| Довгий, і короткий, і високий                                     | Леслі Норман               | Майкл Балкон                                                                | Велика Британія              |
| Рокко і його брати                                                | Лукіно Вісконті            | Джоффредо Ломбардо                                                          | Італія                       |
| Кочівники                                                         | Фред Циннеманн             | Джеррі Блатнер                                                              | Велика Британія              |
| Смак меду                                                         | Тоні Річардсон             | Тоні Річардсон                                                              | Велика Британія              |
| Діра                                                              | Жак Беккер                 | Серж Зільберман                                                             | Франція                      |
| Свист за вітром                                                   | Браян Форбс                | Річард Аттенборо                                                            | Велика Британія              |
| 1962 16-та церемонія                                              |                            |                                                                             |                              |
| Лоуренс Аравійський                                               | Девід Лін                  | Сем Шпігель                                                                 | Велика Британія              |
| В минулому році в Марієнбаді                                      | Ален Рене                  | Пьєр Куро Раймон Фроме                                                      | Франція/Італія               |
| Біллі Бадд                                                        | Пітер Устінов              | Пітер Устінов                                                               | Велика Британія              |
| Невловимий капрал                                                 | Жан Ренуар                 | Адрі де Карбуччіа Ролан Жирар                                               | Франція                      |
| Дама з собачкою                                                   | Йосип Хейфіц               |                                                                             | СРСР                         |
| Голий острів                                                      | Кането Сіндо               |                                                                             | Японія                       |
| Жуль і Джим                                                       | Франсуа Трюффо             |                                                                             | Франція                      |
| Спосіб кохати                                                     | Джон Шлезінгер             | Джозеф Джанні                                                               | Велика Британія              |
| L-подібна кімната                                                 | Браян Форбс                | Річард Аттенборо Джеймс Вульф                                               | Велика Британія              |
| Лола                                                              | Жак Демі                   | Жорж де Бюржер Карло Понті                                                  | Франція/Італія               |
| Маньчжурський кандидат                                            | Джон Франкенгаймер         | Джордж Аксельрод Джон Франкенгаймер                                         | США                          |
| Творець див                                                       | Артур Пенн                 | Фред Коу                                                                    | США                          |
| Гра тільки для двох                                               | Сідні Джилліат             | Леслі Джилліат                                                              | Велика Британія              |
| Федра                                                             | Жуль Дассен                | Жуль Дассен                                                                 | Греція                       |
| Крізь тьмяне скло                                                 | Інгмар Бергман             | Аллан Екелунд                                                               | Швеція                       |
| Не убий                                                           | лод Отан-Лора              | Моріс Ергас                                                                 | Італія/Югославія/Ліхтенштейн |
| Настільки тривала відсутність                                     | Анрі Кольпі                |                                                                             | Франція/Італія               |
| Вестсайдська історія                                              | Джером Роббінс Роберт Вайз | Роберт Вайз                                                                 | США                          |
| 1963 17-та церемонія                                              |                            |                                                                             |                              |
| Том Джонс                                                         | Тоні Річардсон             | Тоні Річардсон                                                              | Велика Британія              |
| Вісім з половиною                                                 | Федеріко Фелліні           | Анжело Ріцолі                                                               | Італія                       |
| Брехун Біллі                                                      | Джон Шлезінгер             | Джозеф Джанні                                                               | Велика Британія              |
| Девід і Ліза                                                      | Френк Перрі                | Пол Геллер                                                                  | США                          |
| Дні вина та троянд                                                | Блейк Едвардс              | Мартін Мануліс                                                              | США                          |
| Розлучення по-італійськи                                          | П'єтро Джермі              | Франко Крістальді                                                           | Італія                       |
| Хад                                                               | Мартін Рітт                | Ірвінг Рейветч Мартін Рітт                                                  | США                          |
| Ніж у воді                                                        | Роман Поланський           | Станіслав Жилевич                                                           | Польща                       |
| Чотири дні Неаполя                                                | Нанні Лой                  | Джоффредо Ломбардо                                                          | Італія                       |
| Слуга                                                             | Джозеф Лоузі               | Джозеф Лоузі Норман Пріґен                                                  | Велика Британія              |
| Таке спортивне життя                                              | Ліндсі Андерсон            | Карел Райш                                                                  | Велика Британія              |
| Убити пересмішника                                                | Роберт Маліган             | Алан Пакула                                                                 | США                          |
| 1964 18-та церемонія                                              |                            |                                                                             |                              |
| Доктор Стренджлав, або: Як я перестав хвилюватись і полюбив бомбу | Стенлі Кубрик              | Стенлі Кубрик                                                               | Велика Британія              |
| Бекет                                                             | Пітер Гленвіль             | Гал Волліс                                                                  | Велика Британія              |
| Пожирач гарбузів                                                  | Джек Клейтон               | Джеймс Вульф                                                                | Велика Британія              |
| Поїзд                                                             | Джон Франкенгаймер         | Жуль Брікен                                                                 | Велика Британія              |
| 1965 19-та церемонія                                              |                            |                                                                             |                              |
| Моя чарівна леді                                                  | Джордж К'юкор              | Джек Ворнер                                                                 | США                          |
| Грек Зорба                                                        | Міхаліс Какоянніс          | Міхаліс Какоянніс                                                           | Греція/США                   |
| Гамлет                                                            | Григорій Козінцев          |                                                                             | СРСР                         |
| Пагорб                                                            | Сідні Люмет                | Кеннет Гайман                                                               | Велика Британія              |
| Вправність... і як її придбати                                    | Річард Лестер              | Оскар Левенштайн                                                            | Велика Британія              |
| 1966 20-та церемонія                                              |                            |                                                                             |                              |
| Хто боїться Вірджинії Вульф?                                      | Майк Ніколс                | Ернест Леман                                                                | США                          |
| Доктор Живаго                                                     | Девід Лін                  | Девід Лін Карло Понті                                                       | США                          |
| Морган!                                                           | Карел Райш                 | Леон Клор                                                                   | Велика Британія              |
| Шпигун, що прийшов з холоду                                       | Мартін Рітт                | Мартін Рітт                                                                 | Велика Британія              |
| 1967 21-ша церемонія                                              |                            |                                                                             |                              |
| Людина на всі часи                                                | Фред Циннеманн             | Фред Циннеманн                                                              | Велика Британія              |
| Бонні і Клайд                                                     | Артур Пенн                 | Воррен Бітті                                                                | США                          |
| Задушливою південною ніччю                                        | Норман Джевісон            | Волтер Майріш                                                               | США                          |
| Чоловік і жінка                                                   | Клод Лелуш                 |                                                                             | Франція                      |
| 1968 22-га церемонія                                              |                            |                                                                             |                              |
| Випускник                                                         | Майк Ніколс                | Майк Ніколс                                                                 | США                          |
| Космічна одіссея 2001 року                                        | Стенлі Кубрик              | Стенлі Кубрик                                                               | Велика Британія/США          |
| Олівер!                                                           | Керол Рід                  | Джон Вульф                                                                  | Велика Британія              |
| Поїзди під пильним спостереженням                                 | Їржі Менцель               | Жденек Овес                                                                 | Чехословаччина               |
| 1969 23-тя церемонія                                              |                            |                                                                             |                              |
| Опівнічний ковбой                                                 | Джон Шлезінгер             | Джером Гелман                                                               | США                          |
| О, яка мила війна                                                 | Річард Аттенборо           | Річард Аттенборо Браян Даффі                                                | Велика Британія              |
| Закохані жінки                                                    | Кен Рассел                 | Ларрі Крамер                                                                | Велика Британія              |
| Дзета                                                             | Коста-Гаврас               |                                                                             | Франція                      |

## 1970-ті
| Фільм                               | Режисер              | Продюсер                                             | Країна                  |
| ----------------------------------- | -------------------- | ---------------------------------------------------- | ----------------------- |
| 1970 24-та церемонія                |                      |                                                      |                         |
| Буч Кессіді і Санденс Кід           | Джордж Гілл          | Джон Форман                                          | США                     |
| Кес                                 | Кен Лоуч             | Тоні Гарнет                                          | Велика Британія         |
| Військово-польовий госпіталь МЕШ    | Роберт Альтман       | Інго Премінґер                                       | США                     |
| Донька Раяна                        | Девід Лін            | Ентоні Гейвлок-Аллан                                 | Велика Британія         |
| 1971 25-та церемонія                |                      |                                                      |                         |
| Неділя, проклята неділя             | Джон Шлезінгер       | Джозеф Джанні                                        | Велика Британія         |
| Посередник                          | Джозеф Лоузі         | Джон Гейман Деніс Джонсон Норман Пріґен              | Велика Британія         |
| Смерть у Венеції                    | Лукіно Вісконті      | Лукіно Вісконті                                      | Італія/Франція          |
| Відрив                              | Мілош Форман         | Альфред Краун                                        | США                     |
| 1972 26-та церемонія                |                      |                                                      |                         |
| Кабаре                              | Боб Фосс             | Сай Фоєр                                             | США                     |
| Механічний апельсин                 | Стенлі Кубрик        | Стенлі Кубрик                                        | Велика Британія         |
| Французький зв'язковий              | Вільям Фрідкін       | Філіпп Д'Антоні                                      | США                     |
| Останній кіносеанс                  | Пітер Богданович     | Стівен Фрідман                                       | США                     |
| 1973 27-ма церемонія                |                      |                                                      |                         |
| Американська ніч                    | Франсуа Трюффо       | Марсель Бербер                                       | Франція/Італія          |
| Скромна чарівність буржуазії        | Луїс Бунюель         | Серж Зільберман                                      | Франція/Італія/Іспанія  |
| День шакала                         | Фред Циннеманн       | Джон Вульф                                           | Велика Британія/Франція |
| А тепер не дивись                   | Ніколас Роуг         | Пітер Катц                                           | Італія/Велика Британія  |
| 1974 28-ма церемонія                |                      |                                                      |                         |
| Лакомб Люсьєн                       | Луї Маль             | Луї Маль Клод Неджар                                 | Франція/ФРН/Італія      |
| Китайський квартал                  | Роман Полянський     | Роберт Еванс                                         | США                     |
| Останній наряд                      | Гал Ешбі             | Джеральд Айрес                                       | США                     |
| Убивство у «Східному експресі»      | Сідні Люмет          | Джон Брабурн Річард Гудвін                           | Велика Британія         |
| 1975 29-та церемонія                |                      |                                                      |                         |
| Аліса тут більше не живе            | Мартін Скорсезе      | Одрі Маас Девід Сасскінд                             | США                     |
| Баррі Ліндон                        | Стенлі Кубрик        | Стенлі Кубрик                                        | Велика Британія         |
| Собачий полудень                    | Сідні Люмет          | Мартін Брегман Мартін Елфанд                         | США                     |
| Щелепи                              | Стівен Спілберг      | Девід Браун Річард Занук                             | США                     |
| 1976 30-та церемонія                |                      |                                                      |                         |
| Пролітаючи над гніздом зозулі       | Мілош Форман         | Майкл Дуглас Сол Зенц                                | США                     |
| Вся президентська рать              | Алан Пакула          | Волтер Кобленц                                       | США                     |
| Багсі Мелоун                        | Алан Паркер          | Алан Маршал                                          | Велика Британія         |
| Таксист                             | Мартін Скорсезе      | Джулія Філліпс Майкл Філліпс                         | США                     |
| 1977 31-ша церемонія                |                      |                                                      |                         |
| Енні Голл                           | Вуді Аллен           | Чарльз Йоффе Джек Роллінз                            | США                     |
| Міст надто далеко                   | Річард Аттенборо     | Джозеф Левайн Річард Левайн                          | США/Велика Британія     |
| Телемережа                          | Сідні Люмет          | Говард Готтфрід                                      | США                     |
| Роккі                               | Джон Авілдсен        | Роберт Чартов Ірвін Вінклер                          | США                     |
| 1978 32-га церемонія                |                      |                                                      |                         |
| Джулія                              | Фред Циннеманн       | Річард Рот                                           | США                     |
| Близькі контакти третього ступеня   | Стівен Спілберг      | Джулія Філліпс Майкл Філліпс                         | США/Велика Британія     |
| Опівнічний експрес                  | Алан Паркер          | Алан Маршал Девід Путнем                             | Велика Британія/США     |
| Зоряні війни. Епізод IV. Нова надія | Джордж Лукас         | Гарі Кертц                                           | США                     |
| 1979 33-тя церемонія                |                      |                                                      |                         |
| Мангеттен                           | Вуді Аллен           | Чарльз Йоффе                                         | США                     |
| Апокаліпсис сьогодні                | Френсіс Форд Коппола | Френсіс Форд Коппола                                 | США                     |
| Китайський синдром                  | Джеймс Бріджес       | Майкл Дуглас                                         | США                     |
| Мисливець на оленів                 | Майкл Чіміно         | Майкл Чіміно Майкл Ділі Джон Певерел Баррі Спайкінгс | США                     |

## 1980-ті
| Фільм                                       | Режисер             | Продюсер                                  | Країна                         |
| ------------------------------------------- | ------------------- | ----------------------------------------- | ------------------------------ |
| 1980 34-та церемонія                        |                     |                                           |                                |
| Людина-слон                                 | Девід Лінч          | Джонатан Сенгер                           | Велика Британія/США            |
| Бути там                                    | Гал Ешбі            | Ендрю Браунсберг                          | США                            |
| Тінь воїна                                  | Акіра Куросава      | Акіра Куросава                            | Японія                         |
| Крамер проти Крамера                        | Роберт Бентон       | Стенлі Джафф                              | США                            |
| 1981 35-та церемонія                        |                     |                                           |                                |
| Вогняні колісниці                           | Г'ю Гадсон          | Девід Путнем                              | Велика Британія                |
| Атлантик-Сіті                               | Луї Маль            | Деніс Геру Джон Кемені                    | США/Канада/Франція             |
| Жінка французького лейтенанта               | Карел Райш          | Леон Клор                                 | Велика Британія                |
| Дівчина Грегорі                             | Білл Форсайт        | Давіна Беллінг Клайв Парсонс              | Велика Британія                |
| Індіана Джонс: У пошуках втраченого ковчега | Стівен Спілберг     | Френк Маршал                              | США                            |
| 1982 36-та церемонія                        |                     |                                           |                                |
| Ганді                                       | Річард Аттенборо    | Річард Аттенборо                          | Велика Британія/Індія          |
| Іншопланетянин                              | Стівен Спілберг     | Кетлін Кеннеді Стівен Спілберг            | США                            |
| Зниклий безвісти                            | Коста-Гаврас        | Едвард Льюїс Мілдред Льюїс                | США                            |
| На золотому озері                           | Марк Рідел          | Брюс Гілберт                              | США                            |
| 1983 37-ма церемонія                        |                     |                                           |                                |
| Виховання Рити                              | Льюїс Гілберт       | Льюїс Гілберт                             | Велика Британія                |
| Пил і спека                                 | Джеймс Айворі       | Ізмаїл Меркант                            | Велика Британія                |
| Місцевий герой                              | Білл Форсайт        | Девід Путнем                              | Велика Британія                |
| Тутсі                                       | Сідні Поллак        | Сідні Поллак Дік Річардс                  | США                            |
| 1984 38-ма церемонія                        |                     |                                           |                                |
| Поля смерті                                 | Ролан Жоффе         | Девід Путнем                              | Велика Британія                |
| Костюмер                                    | Пітер Єйтс          | Рональд Гарвуд Пітер Єйтс                 | Велика Британія                |
| Париж, Техас                                | Вім Вендерс         | Анатоль Дауман Дон Гест                   | Франція/Німеччина              |
| Приватна функція                            | Малкольм Мовбрей    | Марк Шівас                                | Велика Британія                |
| 1985 39-та церемонія                        |                     |                                           |                                |
| Пурпурова троянда Каїру                     | Вуді Аллен          | Роберт Грінгат Вуді Аллен                 | США                            |
| Амадей                                      | Мілош Форман        | Сол Зенц Мілош Форман                     | США                            |
| Назад у майбутнє                            | Роберт Земекіс      | Ніл Кентон Боб Ґейл Роберт Земекіс        | США                            |
| Поїздка до Індії                            | Девід Лін           | Джон Брабурн Річард Гудвін Девід Лін      | Велика Британія/США            |
| Свідок                                      | Пітер Вір           | Едвард Фельдман Пітер Вір                 | США                            |
| 1986 40-ва церемонія                        |                     |                                           |                                |
| Кімната з видом                             | Джеймс Айворі       | Ізмаїл Меркант Джеймс Айворі              | Велика Британія                |
| Ганна та її сестри                          | Вуді Аллен          | Роберт Грінгат Вуді Аллен                 | США                            |
| Місія                                       | Ролан Жоффе         | Фернандо Ґіа Девід Путнем Ролан Жоффе     | Велика Британія                |
| Мона Ліза                                   | Ніл Джордан         | Патрік Кассаветті Стівен Вулі Ніл Джордан | Велика Британія                |
| 1987 41-ша церемонія                        |                     |                                           |                                |
| Жан де флоретт                              | Клод Беррі          | Клод Беррі                                | Франція/Швейцарія/Італія       |
| Поклик свободи                              | Річард Аттенборо    | Річард Аттенборо                          | Велика Британія                |
| Надія та слава                              | Джон Бурман         | Джон Бурман                               | Велика Британія                |
| Дні радіо                                   | Вуді Аллен          | Роберт Грінгат                            | США                            |
| 1988 42-га церемонія                        |                     |                                           |                                |
| Останній імператор                          | Бернардо Бертолуччі | Джеремі Томас Бернардо Бертолуччі         | Франція/Італія/Велика Британія |
| До побачення, діти                          | Луї Маль            | Луї Маль                                  | Франція/Німеччина              |
| Бенкет Бабетти                              | Габріель Аксель     | Джаст Бетцер Бо Крістенсен                | Данія                          |
| Рибка на ім'я Ванда                         | Джон Кліз           | Майкл Шамберг                             | США/Велика Британія            |
| 1989 43-тя церемонія                        |                     |                                           |                                |
| Спілка мертвих поетів                       | Пітер Вір           | Стівен Гафт Пол Юнгер Вітт Тоні Томас     | США                            |
| Моя ліва нога                               | Джим Шерідан        | Ноель Пірсон                              | Ірландія/Велика Британія       |
| Ширлі Валентайн                             | Льюїс Гілберт       | Льюїс Гілберт                             | Велика Британія/США            |
| Коли Гаррі зустрів Саллі                    | Роб Райнер          | Роб Райнер Ендрю Шайнман                  | США                            |

## 1990-ті
| Фільм                      | Режисер           | Продюсер                                                              | Країна                          |
| -------------------------- | ----------------- | --------------------------------------------------------------------- | ------------------------------- |
| 1990 44-та церемонія       |                   |                                                                       |                                 |
| Славні хлопці              | Мартін Скорсезе   | Роберт Чартов Ірвін Вінклер                                           | США                             |
| Злочини і провини          | Вуді Аллен        | Роберт Грінгат                                                        | США                             |
| Водій місс Дейзі           | Брюс Бересфорд    | Лілі Занук Річард Занук                                               | Велика Британія/США             |
| Красуня                    | Гарі Маршал       | Арнон Мілчан Стівен Ройтер                                            | США                             |
| 1991 45-та церемонія       |                   |                                                                       |                                 |
| Коммітментс                | Алан Паркер       | Лінда Майлз Роджер Рендол-Катлер                                      | Ірландія/Велика Британія/США    |
| Той, що танцює з вовками   | Кевін Костнер     | Кевін Костнер Джим Вілсон                                             | США                             |
| Мовчання ягнят             | Джонатан Деммі    | Рональд Бозман Едвард Саксон Кеннет Утт                               | США                             |
| Тельма і Луїза             | Рідлі Скотт       | Мімі Полк                                                             | США                             |
| 1992 46-та церемонія       |                   |                                                                       |                                 |
| Маєток Говардс Енд         | Джеймс Айворі     | Ізмаїл Меркант                                                        | Велика Британія/Японія          |
| Жорстка гра                | Ніл Джордан       | Стівен Вулі                                                           | Велика Британія/Японія          |
| Гравець                    | Роберт Альтман    | Девід Браун Майкл Толкін Нік Векслер                                  | США                             |
| Тільки в танцювальній залі | Баз Лурманн       | Трістрам Міал                                                         | Австралія                       |
| Непрощений                 | Клінт Іствуд      | Клінт Іствуд                                                          | США                             |
| 1993 47-ма церемонія       |                   |                                                                       |                                 |
| Список Шиндлера            | Стівен Спілберг   | Бранко Лустіг Джеральд Молен Стівен Спілберг                          | США                             |
| Фортепіано                 | Джейн Кемпіон     | Єн Чепмен                                                             | Австралія/Нова Зеландія/Франція |
| Наприкінці дня             | Джеймс Айворі     | Джон Келлі Ізмаїл Меркант Майк Ніколс Джеймс Айворі                   | Велика Британія/США             |
| Країна тіней               | Річард Аттенборо  | Річард Аттенборо Браян Істмен                                         | Велика Британія                 |
| 1994 48-ма церемонія       |                   |                                                                       |                                 |
| Чотири весілля і похорон   | Майк Ньюел        | Дункан Кенворті                                                       | Велика Британія                 |
| Форрест Гамп               | Роберт Земекіс    | Венді Фінерман Стів Старкі Стів Тіш                                   | США                             |
| Кримінальне чтиво          | Квентін Тарантіно | Лоуренс Бендер                                                        | США                             |
| Телевікторина              | Роберт Редфорд    | Майкл Джейкобс Джуліан Крейнін Майкл Нозік                            | США                             |
| 1995 49-та церемонія       |                   |                                                                       |                                 |
| Розум і почуття            | Енг Лі            | Ліндсі Доран                                                          | США/Велика Британія             |
| Звичайні підозрювані       | Браян Сінгер      | Майкл МакДоннел                                                       | США                             |
| Бейб: Чотириногий малюк    | Кріс Нунан        | Білл Міллер Джордж Міллер Даґ Мітчел                                  | Австралія/США                   |
| Безумство короля Георга    | Ніколас Гітнер    | Стівен Евенс Девід Парфіт                                             | Велика Британія                 |
| 1996 50-та церемонія       |                   |                                                                       |                                 |
| Англійський пацієнт        | Ентоні Мінгелла   | Сол Зенц                                                              | США/Велика Британія             |
| Фарґо                      | Джоель Коен       | Ітан Коен                                                             | США                             |
| Таємниці і брехня          | Майк Лі           | Саймон Чаннінг-Вільямс                                                | Франція/Велика Британія         |
| Блиск                      | Скотт Гікс        | Джейн Скотт                                                           | Австралія                       |
| 1997 51-ша церемонія       |                   |                                                                       |                                 |
| Чоловічий стриптиз         | Пітер Каттанео    | Уберто Пазоліні                                                       | Велика Британія                 |
| Таємниці Лос-Анджелеса     | Кертіс Генсон     | Кертіс Генсон Арнон Мілчан Майкл Натансон                             | США                             |
| Місіс Браун                | Джон Медден       | Сара Кертіс                                                           | Велика Британія/Ірландія/США    |
| Титанік                    | Джеймс Кемерон    | Джеймс Кемерон Джон Ландо                                             | США                             |
| 1998 52-га церемонія       |                   |                                                                       |                                 |
| Закоханий Шекспір          | Джон Медден       | Донна Джильйотті Марк Норман Девід Парфіт Гарві Вайнштайн Едвард Цвік | США/Велика Британія             |
| Єлизавета                  | Шекхар Капур      | Тім Беван Ерік Феллнер Елісон Овен                                    | Велика Британія                 |
| Врятувати рядового Раяна   | Стівен Спілберг   | Єн Бріс Марк Гордон Гарі Левінзон Стівен Спілберг                     | США                             |
| Шоу Трумена                | Пітер Вір         | Едвард Фельдман Ендрю Ніккол Скотт Рудін Адам Шредер                  | США                             |
| 1999 53-тя церемонія       |                   |                                                                       |                                 |
| Краса по-американськи      | Сем Мендес        | Брюс Коен Ден Джинкс                                                  | США                             |
| Схід є Схід                | Демьєн О'Доннел   | Леслі Удвін                                                           | Велика Британія                 |
| Кінець роману              | Ніл Джордан       | Ніл Джордан Стівен Вулі                                               | Велика Британія/США             |
| Шосте відчуття             | М. Найт Ш'ямалан  | Френк Маршал Кетлін Кеннеді Баррі Мендел                              | США                             |
| Талановитий містер Ріплі   | Ентоні Мінгелла   | Вільям Горбер Том Штернберг                                           | США                             |

## 2000-ні
| Фільм                                       | Режисер                        | Продюсер                                                | Країна                                                             |
| ------------------------------------------- | ------------------------------ | ------------------------------------------------------- | ------------------------------------------------------------------ |
| 2000 54-та церемонія                        |                                |                                                         |                                                                    |
| Гладіатор                                   | Рідлі Скотт                    | Девід Францоні Бранко Лустіг Дуглас Вік                 | Велика Британія/США                                                |
| Майже знамениті                             | Кемерон Кроу                   | Єн Бріс Кемерон Кроу                                    | США                                                                |
| Біллі Елліот                                | Стівен Далдрі                  | Грег Бренман Джонатан Фінн                              | Велика Британія/Франція                                            |
| Ерін Брокович                               | Стівен Содерберг               | Денні деВіто Майкл Шамберг Стейсі Шер                   | США                                                                |
| Тигр, що підкрадається, дракон, що зачаївся | Енг Лі                         | Хсу Лі Конг Вільям Конг Енг Лі                          | Тайвань/Гонконг/США/Китай                                          |
| 2001 55-та церемонія                        |                                |                                                         |                                                                    |
| Володар перснів: Хранителі Персня           | Пітер Джексон                  | Пітер Джексон Баррі Озборн Тім Сендерс Френ Волш        | Нова Зеландія/США                                                  |
| Ігри розуму                                 | Рон Говард                     | Браян Грейзер Рон Говард                                | США                                                                |
| Амелі                                       | Жан-П'єр Жене                  | Жан-Марк Дешампс Клоді Оссар                            | Франція/Німеччина                                                  |
| Мулен Руж!                                  | Баз Лурманн                    | Фред Барон Мартін Браун Баз Лурманн                     | Австралія/США                                                      |
| Шрек                                        | Ендрю Адамсон Вікі Дженсон     | Джеффрі Катценберг Арон Ворнер Джон Вільямс             | США                                                                |
| 2002 56-та церемонія                        |                                |                                                         |                                                                    |
| Піаніст                                     | Роман Полянський               | Роберт Бенмусса Роман Полянський Ален Сарде             | Франція/Німеччина/Велика Британія/ Польща                          |
| Чикаго                                      | Роб Маршал                     | Мартін Річардс                                          | США/Німеччина                                                      |
| Банди Нью-Йорка                             | Мартін Скорсезе                | Альберто Грімальді Гарві Вайнштайн                      | США/Німеччина/Італія/Велика Британія/Нідерланди                    |
| Години                                      | Стівен Далдрі                  | Роберт Фокс Скотт Рудін                                 | США                                                                |
| Володар перснів: Дві вежі                   | Пітер Джексон                  | Пітер Джексон Баррі Озборн Френ Волш                    | Нова Зеландія/США                                                  |
| 2003 57-ма церемонія                        |                                |                                                         |                                                                    |
| Володар перснів: Повернення короля          | Пітер Джексон                  | Пітер Джексон Баррі Озборн Френ Волш                    | США/Нова Зеландія                                                  |
| Велика риба                                 | Тім Бертон                     | Брюс Коен Ден Джинкс Річард Занук                       | США                                                                |
| Холодна гора                                | Ентоні Мінгелла                | Альберт Бергер Вільям Горберг Сідні Поллак Рон Єркса    | США/Велика Британія                                                |
| Труднощі перекладу                          | Софія Коппола                  | Софія Коппола Росс Катц                                 | США/Японія                                                         |
| Володар морів                               | Пітер Вір                      | Семюел Голдвін Дункан Гендерсон Пітер Вір               | США                                                                |
| 2004 58-ма церемонія                        |                                |                                                         |                                                                    |
| Авіатор                                     | Мартін Скорсезе                | Сенді Кліман Чарльз Еванс молодший Ґрем Кінг Майкл Манн | США/Німеччина                                                      |
| Щоденники мотоцикліста                      | Вальтер Саллес                 | Майкл Нозік Едгард Тененбаум Карен Тенкгоф              | Бразилія/США/Німеччина/Велика Британія/Аргентина/Чилі/Перу/Франція |
| Вічне сяйво чистого розуму                  | Майкл Гондрі                   | Ентоні Брегман Стів Голін                               | США                                                                |
| Чарівна країна                              | Марк Форстер                   | Неллі Беллфлавер Річард Гладштайн                       | Велика Британія/США                                                |
| Віра Дрейк                                  | Майк Лі                        | Саймон Чаннінг-Вільямс Ален Сарде                       | Велика Британія/Франція/Нова Зеландія                              |
| 2005 55-та церемонія                        |                                |                                                         |                                                                    |
| Горбата гора                                | Енг Лі                         | Діана Оссана Джеймс Шеймус                              | США                                                                |
| Капоте                                      | Беннет Міллер                  | Керолайн Барон Майкл Оговен Вільям Вінс                 | США/Канада                                                         |
| Відданий садівник                           | Фернандо Мейрейлеш             | Саймон Чаннінг-Вільямс                                  | Німеччина/Велика Британія                                          |
| Зіткнення                                   | Пол Гаґґіс                     | Дон Чідл Кеті Шульман Боб Ярі                           | США                                                                |
| Добраніч і хай вам щастить                  | Джордж Клуні                   | Грант Геслов                                            | США                                                                |
| 2006 60-та церемонія                        |                                |                                                         |                                                                    |
| Королева                                    | Стівен Фрірз                   | Трейсі Сіворд Крістін Ланган Енді Гарріс                | Велика Британія/Франція/Італія                                     |
| Вавилон                                     | Алехандро Гонсалес Іньярріту   | Алехандро Гонсалес Іньярріту Джон Кілік Стів Голін      | США/Марокко/Мексика                                                |
| Відступники                                 | Мартін Скорсезе                | Бред Пітт Бред Грей Ґрем Кінг                           | США                                                                |
| Останній король Шотландії                   | Кевін МакДональд               | Андреа Колдервуд Ліза Браєр Чарльз Стіл                 | США/Велика Британія                                                |
| Маленька міс Щастя                          | Джонатан Дейтон Валері Фаріс   | Девід Френдлі Пітер Сараф Марк Тартелтауб               | США                                                                |
| 2007 61-ша церемонія                        |                                |                                                         |                                                                    |
| Спокута                                     | Джо Райт                       | Тім Беван Ерік Феллнер Пол Вебстер                      | Велика Британія/Франція                                            |
| Гангстер                                    | Рідлі Скотт                    | Браян Грейзер, Рідлі Скотт                              | США                                                                |
| Життя інших                                 | Флоріан Генкель фон Доннрсмарк | Квірін Берґ Макс Відеманн                               | Німеччина                                                          |
| Старим тут не місце                         | Брати Коен                     | Брати Коен Скотт Рудін                                  | США                                                                |
| Нафта                                       | Пол Томас Андерсон             | Джоанн Селлар, Даніель Лупі                             | США                                                                |
| 2008 62-га церемонія                        |                                |                                                         |                                                                    |
| Мільйонер із нетрів                         | Денні Бойл, Ловелін Тандан     | Крістіан Колсон                                         | Велика Британія                                                    |
| Загадкова історія Бенджаміна Баттона        | Девід Фінчер                   | Кетлін Кеннеді, Френк Маршал, Рей Старк                 | США                                                                |
| Фрост проти Ніксона                         | Рон Говард                     | Рон Говард Браян Грейзер Тім Беван Ерік Феллнер         | Велика Британія/США                                                |
| Гарві МІлк                                  | Гас Ван Сант                   | Ден Джинкс, Брюс Коен                                   | США                                                                |
| Читець                                      | Стівен Далдрі                  | Ентоні Мінгелла, Сідні Поллак, Скотт Рудін              | Велика Британія/Німеччина                                          |
| 2009 63-тя церемонія                        |                                |                                                         |                                                                    |
| Володар бурі                                | Кетрін Біґелоу                 | Кетрін Біґелоу, Марк Боал, Ніколас Шартьє, Грег Шапіро  | США                                                                |
| Аватар                                      | Джеймс Кемерон                 | Джеймс Кемерон Джон Ландау                              | США                                                                |
| Виховання почуттів                          | Лоне Шерфіг                    | Фінола Дваєр Аманда Поузі                               | Велика Британія                                                    |
| Скарб                                       | Лі Деніелс                     | Лі Деніелс, Сара Сігель-Магнес, Гарі Магнес             | США                                                                |
| Вперед і вгору                              | Джейсон Райтман                | Айван Райтман, Джейсон Райтман, Деніел Дубецький        | США                                                                |

## 2010-ті
| Фільм                                   | Режисер                      | Продюсер                                                                          | Країна                                 |
| --------------------------------------- | ---------------------------- | --------------------------------------------------------------------------------- | -------------------------------------- |
| 2010 64-та церемонія                    |                              |                                                                                   |                                        |
| Промова короля                          | Том Гупер                    | Аян Каннінг, Емілі Шерман, Гарет Анвін                                            | Велика Британія/США                    |
| Початок                                 | Крістофер Нолан              | Крістофер Нолан Емма Томас                                                        | США                                    |
| Чорний лебідь                           | Даррен Аронофскі             | Даррен Аронофскі, Скотт Франклін, Майк Медавой, Арнольд Мессер, Браян Олівер      | США                                    |
| Соціальна мережа                        | Девід Фінчер                 | Девід Фінчер, Скотт Рудін, Дана Брунетті, Майкл де Лука, Кевін Спейсі             | США                                    |
| Справжня мужність                       | Брати Коен                   | Брати Коен, Скотт Рудін, Стівен Спілберг                                          | США                                    |
| 2011 65-та церемонія                    |                              |                                                                                   |                                        |
| Артист                                  | Мішель Азанавічус            | Томас Лангман                                                                     | Франція                                |
| Нащадки                                 | Александер Пейн              | Александер Пейн, Джим Тейлор, Джим Берк                                           | США                                    |
| Драйв                                   | Ніколас Віндінг Рефн         | Адам Сігель, Марк Платт                                                           | США                                    |
| Прислуга                                | Тейт Тейлор                  | Бренсон Грін, Кріс Коламбус, Майкл Барнатан                                       | США                                    |
| Шпигун, вийди геть!                     | Томас Альфредсон             | Тім Беван, Робін Слово, Ерік Феллнер                                              | Велика Британія                        |
| 2012 66-та церемонія                    |                              |                                                                                   |                                        |
| Арго                                    | Бен Аффлек                   | Ґрант Геслов, Бен Аффлек, Джордж Клуні                                            | США                                    |
| Знедолені                               | Том Гупер                    | Тім Беван, Ерік Феллнер, Дебра Гейворд, Кемерон Макінтош                          | Велика Британія                        |
| Життя Пі                                | Енг Лі                       | Джил Неттер, Енг Лі, Девід Вомарк                                                 | США                                    |
| Лінкольн                                | Стівен Спілберг              | Стівен Спілберг, Кетлін Кеннеді                                                   | США                                    |
| Тридцять хвилин по півночі              | Кетрін Біґелоу               | Марк Боал, Кетрін Біґелоу, Меган Еллісон                                          | США                                    |
| 2013 67-ма церемонія                    |                              |                                                                                   |                                        |
| 12 років рабства                        | Стів МакКвін                 | Бред Пітт, Ентоні Катагас, Деде Гарднер, Джеремі Кляйнер, Стів МакКвін            | США                                    |
| Американська афера                      | Девід Расселл                | Чарльз Ровен, Річард Сакл, Меган Еллісон, Джонатан Гордон                         | США                                    |
| Капітан Філліпс                         | Пол Грінграс                 | Скотт Рудін, Дана Брунетті, Майкл де Лука                                         | США                                    |
| Гравітація                              | Альфонсо Куарон              | Альфонсо Куарон, Девід Гейман                                                     | Мексика/Велика Британія/США            |
| Філомена                                | Стівен Фрірз                 | Габріель Тана, Стів Куган, Трейсі Сіворд                                          | Велика Британія                        |
| 2014 68-ма церемонія                    |                              |                                                                                   |                                        |
| Юність                                  | Річард Лінклейтер            | Річард Лінклейтер, Кетлін Сазерленд                                               | США                                    |
| Бердмен                                 | Алехандро Г. Іньярріту       | Алехандро Г. Іньярріту, Джон Лешер, Джеймс В. Скотчдополе                         | США                                    |
| Готель «Гранд Будапешт»                 | Вес Андерсон                 | Вес Андерсон, Скотт Рудін, Стівен М. Рейлс, Джеремі Довсон                        | США/Велика Британія/Німеччина          |
| Гра в імітацію                          | Мортен Тильдум               | Нора Гроссман, Ідо Островськи, Тедді Шварцман                                     | Велика Британія/США                    |
| Теорія всього                           | Джеймс Марш                  | Тім Беван, Ерік Феллнер, Ліза Брюс, Ентоні МакКартен                              | Велика Британія                        |
| 2015 69-та церемонія                    |                              |                                                                                   |                                        |
| Легенда Г'ю Гласса                      | Алехандро Гонсалес Іньярріту | Алехандро Гонсалес Іньярріту, Стів Ґолін, Арнон Мілчан, Мері Перент, Кейт Редмон  | США                                    |
| Гра на пониження                        | Адам Мак-Кей                 | Деде Ґарднер, Джеремі Кляйнер, Бред Пітт                                          | США                                    |
| Міст шпигунів                           | Стівен Спілберг              | Стівен Спілберг, Крісті Макоско Кріґер, Марк Платт                                | Велика Британія/Франція/Бельгія        |
| Керол                                   | Тодд Гейнс                   | Елізабет Карлсен, Крістін Вакон, Стівен Вулі                                      | США                                    |
| У центрі уваги                          | Том Маккарті                 | Блай Пеґон Фауст, Стів Ґолін, Ніколь Роклін, Майкл Шуґа                           | США                                    |
| 2016 70-та церемонія                    |                              |                                                                                   |                                        |
| Ла-Ла Ленд                              | Демієн Шазелл                | Фред Берґер, Джордан Горовітц, Марк Платт                                         | США                                    |
| Прибуття                                | Дені Вільнев                 | Шон Леві, Девід Лінде, Дон Левайн, Аарон Райдер                                   | США                                    |
| Я, Деніел Блейк                         | Кен Лоуч                     | Кен Лоуч, Ребекка О'Браєн, Пол Лаверті                                            | Велика Британія/Франція/Бельгія        |
| Манчестер біля моря                     | Кеннет Лонерган              | Метт Деймон, Кріс Мур, Кімберлі Стюард, Лорен Бек, Кевін Дж. Волш                 | США                                    |
| Місячне сяйво                           | Баррі Дженкінс               | Деде Ґарднер, Джеремі Кляйнер, Адель Романскі                                     | США                                    |
| 2017 71-ша церемонія                    |                              |                                                                                   |                                        |
| Три білборди за межами Еббінга, Міссурі | Мартін Макдона               | Мартін Макдона, Ґрем Бродбент, Петер Чернін                                       | Велика Британія/США                    |
| Назви мене своїм ім'ям                  | Лука Гуаданьїно              | Лука Гуаданьїно, Емілі Джорджес, Марко Морабіто, Пітер Спірс                      | США                                    |
| Темні часи                              | Джо Райт                     | Джо Райт, Тім Беван, Ерік Феллнер, Ентоні Маккартен, Дуґлас Урбанскі, Ліза Брюс   | Велика Британія                        |
| Дюнкерк                                 | Крістофер Нолан              | Крістофер Нолан, Емма Томас                                                       | Велика Британія/США/Франція/Нідерланди |
| Форма води                              | Гільєрмо дель Торо           | Гільєрмо дель Торо, Дж. Майлз Дейл                                                | США                                    |
| 2018 72-га церемонія                    |                              |                                                                                   |                                        |
| Рома                                    | Альфонсо Куарон              | Ніколас Селіс, Альфонсо Куарон, Габріела Родрігес                                 | Мексика                                |
| Зелена книга                            | Пітер Фареллі                | Джим Берк, Браян Гейєс Каррі, Пітер Фарреллі, Нік Валлелонга, Чарльз Б. Весслер   | США                                    |
| Народження зірки                        | Бредлі Купер                 | Джон Пітерс                                                                       | США                                    |
| Фаворитка                               | Йоргос Лантімос              | Сесі Демпсі, Ед Ґвіні, Йоргос Лантімос, Лі Маґідей                                | Ірландія, Велика Британія, США         |
| Чорний куклукскланівець                 | Спайк Лі                     | Джейсон Блум, Спайк Лі, Реймонд Менсфілд, Шон Маккіттрик, Джордан Піл, Шон Реддік | США                                    |
| 2019 73-тя церемонія                    |                              |                                                                                   |                                        |
| 1917                                    | Сем Мендес                   | Піппа Гаріс Салум Макдугал Сем Мендес Джейн-Ен Тенггрен                           | Велика Британія США                    |
| Ірландець                               | Мартін Скорсезе              | Мартін Скорсезе Роберт Де Ніро Джейн Розенталь Гастон Павлович                    | США                                    |
| Джокер                                  | Тодд Філліпс                 | Тодд Філліпс Бредлі Купер Емма Тіллінджер Косков                                  | США                                    |
| Одного разу в… Голлівуді                | Квентін Тарантіно            | Квентін Тарантіно Девід Гейман Шеннон Макінтош                                    | США Велика Британія                    |
| Паразити                                | Пон Чжун Хо                  | Пон Чжун Хо Kwak Sin-ae                                                           | Південна Корея                         |

## 2020-ті
| Фільм                    | Режисер          | Продюсер                                                            | Країна                  |
| ------------------------ | ---------------- | ------------------------------------------------------------------- | ----------------------- |
|                          |                  |                                                                     |                         |
| 2020 74-та церемонія     |                  |                                                                     |                         |
| Земля кочівників         | Хлої Чжао        | Френсіс Мак-Дорманд Пітер Спірс Моллі Ашер Хлої Чжао                | США                     |
| Батько                   | Флоріан Зеллер   | Девід Парфіт Жан-Луї Ліві Філіп Каркассон                           | Франція Велика Британія |
| Мавританець              | Кевін Макдональд | Адам Акленд Лія Кларк Крістін Холдер Беатріз Левін                  | Велика Британія США     |
| Перспективна дівчина     | Еміралд Фіннелл  | Марго Роббі Джозі МакНамара Том Акерлі Бен Браунінг Еміралд Фіннелл | США                     |
| Суд над чиказькою сімкою | Аарон Соркін     | Марк Платт Стюарт М. Бессер                                         | США                     |